# Russische constitutionele crisis van 1993

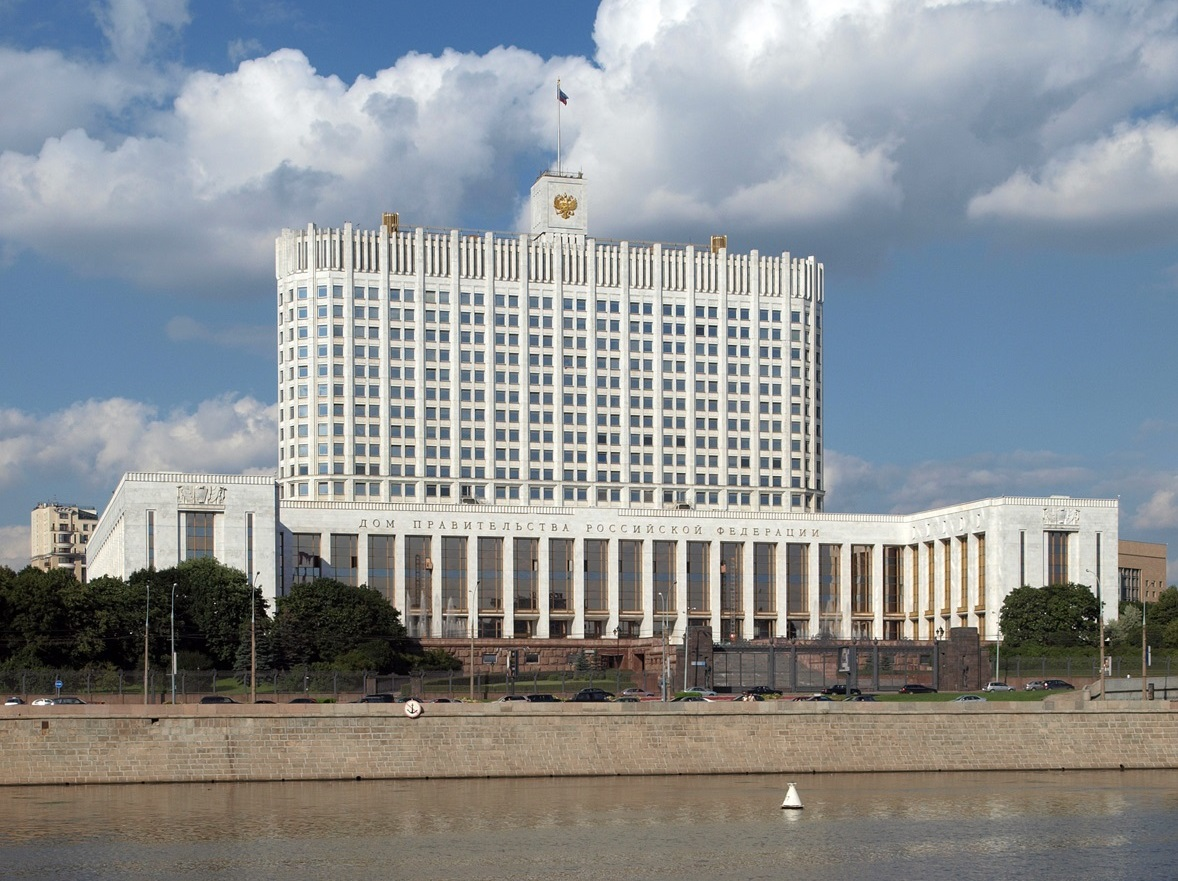
Witte Huis voor de crisis

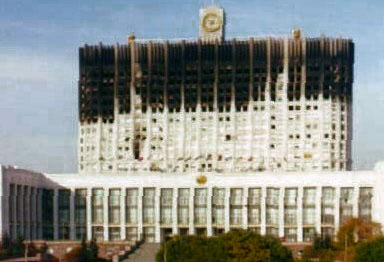
Witte Huis in oktober 1993

Tijdens de Russische constitutionele crisis van 1993 stonden de Russische president Boris Jeltsin en het Russische parlement onder aanvoering Aleksandr Roetskoj en Ruslan Chasboelatov lijnrecht tegenover elkaar.
Jeltsin had op 23 september 1993 het parlement, de Opperste Sovjet van de Russische Federatie, ontbonden. Volgens de toenmalige grondwet was dat echter niet mogelijk. Jeltsin beriep zich op de uitslag van een referendum dat in april 1993 onder de Russische bevolking was gehouden. In reactie daarop begon de Opperste Sovjet een afzettingsprocedure tegen hem en benoemde tijdelijk vicepresident Aleksandr Roetskoj tot de nieuwe president.
Uiteindelijk besliste Jeltsin het conflict in zijn gelijk door militaire middelen in te zetten. Het Witte Huis werd door tanks van de Taman-divisie in brand geschoten. Tijdens de Russische constitutionele crisis vonden in Moskou de bloedigste straatgevechten plaats sinds de Russische Revolutie in 1917. Volgens officiële schattingen van de regering (de winnende partij) vielen er 187 doden en 437 gewonden. Onbevestigde communistische bronnen (de verliezende partij) spraken van tot tweeduizend doden. Opvallend is dat de twee aanvoerders van de parlementaire partij maar korte tijd hebben vastgezeten. Al enige maanden later kregen zij gratie.

## Aanloop naar de crisis toe
Na het uiteenvallen van de Sovjet-Unie vonden er grote economische hervormingen plaats. Op de korte termijn waren de gevolgen daarvan dat de prijzen stegen, de belastingen stegen en veel bedrijven moesten sluiten. Verschillende politici namen afstand van de hervormingen van Jeltsin. In de provincies – zeker de olierijke – wilden de leiders meer onafhankelijkheid van de centrale Russische regering. Vicepresident Aleksandr Roetskoj zou de plannen van Jeltsin omschrijven als 'economische genocide'.
Jeltsin had voor zijn programma de vrije hand gekregen tot eind 1992. Daarna zou hij echter weer gebonden zijn, omdat het Russische parlement met zijn plannen moest instemmen, en daarin had hij veel tegenstanders zitten. Op 9 december weigerde zij Jegor Gajdar, de architect achter de plannen van Jeltsin, te benoemen als de nieuwe premier.
Op 12 december sloot Jeltsin een akkoord met Roeslan Chasboelatov, de voorzitter van de Opperste Sovjet. Ze spraken af dat er in april 1993 een referendum zou komen over de nieuwe grondwet, en dat Jeltsin zijn bevoegdheid om alleen op te treden tot dan zou worden verlengd. Het parlement zou in ruil daarvoor zelf mogen bepalen wie er werd benoemd als premier, minister van Defensie, minister van Binnenlandse Zaken, minister van Buitenlandse Zaken en als hoofd van de veiligheidsdiensten. Twee dagen stelde Jeltsin Viktor Tsjernomyrdin voor als zijn nieuwe kandidaat voor het premierschap. Het parlement ging daarmee akkoord.

## Vijandigheden tussen Jeltsin en het parlement
In aanloop naar het referendum nam de vijandschap tussen Jeltsin en het parlement steeds meer toe. Leden van de Opperste Sovjet kregen steeds meer hoop dat zij zijn beleid konden ondergraven en daarmee Jeltsin uiteindelijk zouden kunnen afzetten. Een poging van het parlement om het referendum helemaal niet te laten doorgaan strandde doordat de Russische president wegliep uit het parlement. Het Hooggerechtshof oordeelde echter dat Jeltsin buiten de grondwet om had gehandeld. In een speciale zitting van de Opperste Sovjet werd getracht een afzettingsprocedure te starten tegen hem. Jeltsin richtte zich op de niet-partijgebonden leden. Hoewel een meerderheid voor een afzetting stemde, waren er uiteindelijk 72 stemmen te weinig voor de tweederdemeerderheid om deze ook daadwerkelijk in werking te stellen.

## Referendum
De tegenstanders van Jeltsin probeerden hem nu onder druk te zetten wat betreft de uitslag van het referendum. Zij besloten dat de helft van alle kiesgerechtigden voor de plannen van Jeltsin zouden zijn, in plaats van de 50 procent die zou gaan stemmen. Maar nu had de Russische president het Hooggerechtshof aan zijn kant die bepaalden dat een meerderheid van de mensen die ook daadwerkelijk zou gaan stemmen genoeg was. Op 25 april steunde een meerderheid van de stemmers Jeltsin ook daadwerkelijk.

## Opstellen grondwet
Jeltsin formeerde een comité uit een brede laag van de leiders van politieke partijen, overheidsinstellingen, regio-overheden en publieke organisaties die een nieuwe grondwet zouden moeten opstellen. Het Russische Lagerhuis ging echter aan de slag met een eigen ontwerp en uiteindelijk lagen er twee voorstellen die elkaar op cruciale punten tegenspraken. Toen de Russische president in juli op vakantie was passeerden een aantal voorstellen het parlement die een einde maakten aan een aantal economische hervormingen. Ook werden er justitiële onderzoeken gestart naar de meeste belangrijke politieke adviseurs van Jeltsin. Zij werden beschuldigd van corruptie.

## Ontbinding parlement
Jeltsin keerde terug van zijn vakantie. Na verdere toenemende strijd tussen hem en de Opperste Sovjet ontbond hij het. Volgens de toenmalige grondwet was dat echter niet mogelijk. Daarom schrapte hij ook de grondwet. Zijn voorstel was om een nieuw parlement waarbij het Lagerhuis zou bestaan uit 450 gekozen leden. Voortaan zou zij de Doema heten, gelijk de situatie van voor de Communistische revolutie van 1917. Het Hogerhuis zou bestaan uit 89 leden die uit de regio's gekozen zouden worden. Voor zijn maatregelen en zijn belofte om de Russische economie erbovenop te brengen, kreeg de president veel steun van het westen en voormalige Sovjet-staten.

## Afzetting Jeltsin
De Opperste Sovjet ging in vergadering en besloot op zijn beurt Jeltsin af te zetten, samen met zijn bondgenoten Pavel Gratsjev, minister van Defensie, Nikolaj Goloesjko, minister van Veiligheid en Viktor Jerin, minister van Binnenlandse Zaken. Daarvoor in de plaats werden nieuwe leden benoemd. Vicepresident Aleksandr Roetskoj zou de nieuwe president worden. Nieuwe verkiezingen voor het presidentschap werden uitgeschreven voor juni 1994.

## Onrust op straat
De politieke situatie zorgde ook op straat voor ontrust. Demonstranten die achter het parlement stonden vielen onder meer de kantoren van het Gemenebest van Onafhankelijke Staten binnen. Een eerste bloedig treffen vond op 28 september plaats tussen demonstranten en de politie. Ook kwam het tot gevechten bij het gebouw waarin het Russische parlement gehuisvest was. Pogingen van de Patriarch van Moskou om te bemiddelen mislukten.
Op 2 en 3 oktober verhevigde de situatie en de gevechten. Aanhangers van het parlement richten blokkades aan op de hoofdwegen van Moskou. Op 3 oktober ging een grote groep richting Ostankino, de plaats van waaruit de nationale televisie uitzond. Het kwam hier tot een geregelde veldslag tussen de demonstranten en ordetroepen. Daarbij vielen 62 doden. Intussen riep Chasboelatov, voorzitter van het huis, op om het Kremlin, waar Jeltsin zat, te bestormen. Toen het televisie-station later in de avond weer in de lucht ging was daar een divers gezelschap van politici en opinie-makers, waaronder Michail Gorbatsjov, Aleksandr Jakovlev, en Joeri Loezjkov te zien die opriepen om Jeltsin te steunen.

## Leger en bestorming op het Witte Huis
In de periode van 2 tot 4 oktober speelde het Russische leger een cruciale rol. In de eerste uren was er nog een discussie gaande of het wel of niet moest reageren op een oproep van Jeltsin om in actie te komen. Onder de lagere officieren en soldaten was weinig sympathie voor hem, maar ook niet veel meer voor de leiders van het parlement. Deze hadden vooral steun onder de hogere generaals, maar hoewel deze geneigd waren om hen steunen, durfden veel op het laatste moment toch niet door te zetten en bleven daarom trouw aan Jeltsin.
Op 4 oktober, bij zonsopgang, begon het Russische leger met de beschieting van het Witte Huis, het Russische parlementsgebouw. Daar zaten de tegenstanders van Jeltsin. Tegen de middag begon de aanval en werd verdieping na verdieping schoongeveegd. Tijdens de aanval werden ook verschillende gijzelaars bevrijd. Tegen de avond was al het verzet gebroken.
Tijdens de Russische constitutionele crisis vonden de bloedigste gevechten plaats in Moskou sinds 1917. De Russische politie kwam op een aantal van 187 doden. Onbevestigde bronnen spraken soms van 2000 doden.

## Nasleep crisis
In de eerste weken na de crisis vaardigde Jeltsin een aantal decreten uit waardoor zijn positie geconsolideerd werd. Op 5 oktober ontbond hij verschillende kranten en organisatie die het parlement gesteund hadden. Ook de voorzitter van het Hooggerechtshof moest aftreden. Datzelfde gold voor de voorzitter van de vakbonden. Roetskoj en Chasboelatov werden beiden gevangengezet, maar kregen al in 1994 amnestie van het nieuwe parlement.
Jeltsin zelf schreef voor december 1993 nieuwe verkiezingen uit. Daarbij werd de pro-Jeltsin partij Democratische Keuze van Rusland de tweede partij, net achter de Liberaal-Democratische Partij van Rusland.

### Nieuwe grondwet
Ook werd er een nieuwe grondwet voorgesteld die bij referendum werd aangenomen. In de grondwet werd een belangrijk deel van de macht bij de president neergelegd. Zo kon de president elk voorstel uit de Doema naast zich neerleggen, tenzij een tweederdemeerderheid voor was. Ook mocht hij – zonder inmenging van het congres – het leiderschap van het leger en de nieuwe premier benoemen. Als het parlement een motie van wantrouwen indiende tegen de regering mocht deze drie maanden blijven zitten en kon het parlement naar huis worden gestuurd wanneer zij nogmaals een motie van wantrouwen indienden. De Centrale Bank van Rusland werd wel onafhankelijk en de president heeft toestemming nodig van het parlement voor de benoeming van het hoofd van die bank. Veel politieke beschouwers constateerden dat de grondwet vooral voor en door Jeltsin geschreven was en dat de grondwet samen met Jeltsin zou verdwijnen. Dat gebeurde echter niet en daardoor ligt in het hedendaagse Rusland nog steeds veel macht bij de president.